# خولنجان
الخُوْلَنْجَان  (الاسم العلمي: Alpinia) هي جنس من النباتات يتبع الفصيلة الزنجبيلية من رتبة الزنجبيليات. يضم أكثر من 230 نوعاً.

## من أنواعه
- خولنجان طبي (الاسم العلمي:Alpinia officinarum) أو الخولنجان الصغير
- خولنجان أجرد (الاسم العلمي:Alpinia glabra)
- خولنجان أحمر الساق (الاسم العلمي:Alpinia rubricaulis)
- خولنجان أرجواني (الاسم العلمي:Alpinia purpurata)
- خولنجان أسود (الاسم العلمي:Alpinia nigra)
- خولنجان ألبي (الاسم العلمي:Alpinia alpina)
- خولنجان أنيق (الاسم العلمي:Alpinia elegans)
- خولنجان بركاني (الاسم العلمي:Alpinia vulcanica)
- خولنجان بيضوي (الاسم العلمي:Alpinia ovata)
- خولنجان جاوي (الاسم العلمي:Alpinia javanica)
- خولنجان جزر سليمان (الاسم العلمي:Alpinia salomonensis)
- خولنجان خشن (الاسم العلمي:Alpinia scabra)
- خولنجان ساموا (الاسم العلمي:Alpinia samoensis)
- خولنجان سماوي (الاسم العلمي:Alpinia caerulea)
- خولنجان سولاوسي (الاسم العلمي:Alpinia celebica)
- خولنجان صيني (الاسم العلمي:Alpinia chinensis)
- خولنجان عملاق (الاسم العلمي:Alpinia gigantea)
- خولنجان فضي (الاسم العلمي:Alpinia argentea)
- خولنجان قاسي (الاسم العلمي:Alpinia rigida)
- خولنجان قصير (الاسم العلمي:Alpinia brevis)
- خولنجان كبير الرأس (الاسم العلمي:Alpinia macrocephala)
- خولنجان كثيف الأزهار (الاسم العلمي:Alpinia densiflora)
- خولنجان لامتساوي (الاسم العلمي:Alpinia inaequalis)
- خولنجان مائي (الاسم العلمي:Alpinia aquatica)
- خولنجان متناقض (الاسم العلمي:Alpinia paradoxa)
- خولنجان متوسط (الاسم العلمي:Alpinia intermedia)
- خولنجان ملقة (الاسم العلمي:Alpinia malaccensis)
- خولنجان ملكي (الاسم العلمي:Alpinia regia)
- خولنجان نجيلي (الاسم العلمي:Alpinia graminea)
- خولنجان وردي (الاسم العلمي:Alpinia rosea)
- خولنجان ياباني (الاسم العلمي:Alpinia japonica)
- خولنجان مموه
- خولنجان كبير

وهناك أنواع أخرى تستعمل فقط للزينة لجمال أزهارها واستدامة خضرتها وبعض من هذه الأنواع يصنع منه ورق الكتابة والبعض الآخر تؤكل سوقه أو تطبخ. والخولنجان الطبي أو الصغير الذي يعرف علمياً هو النوع الطبي.

## معرض صور

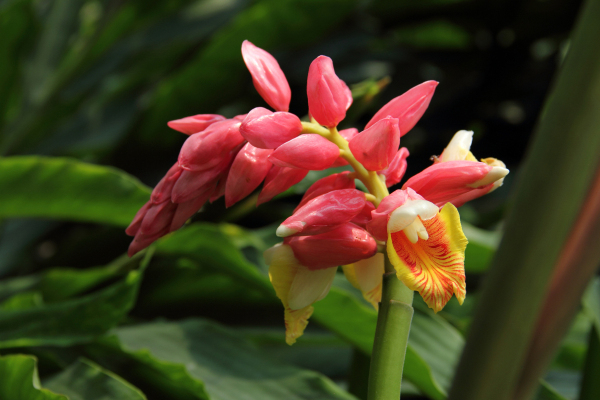
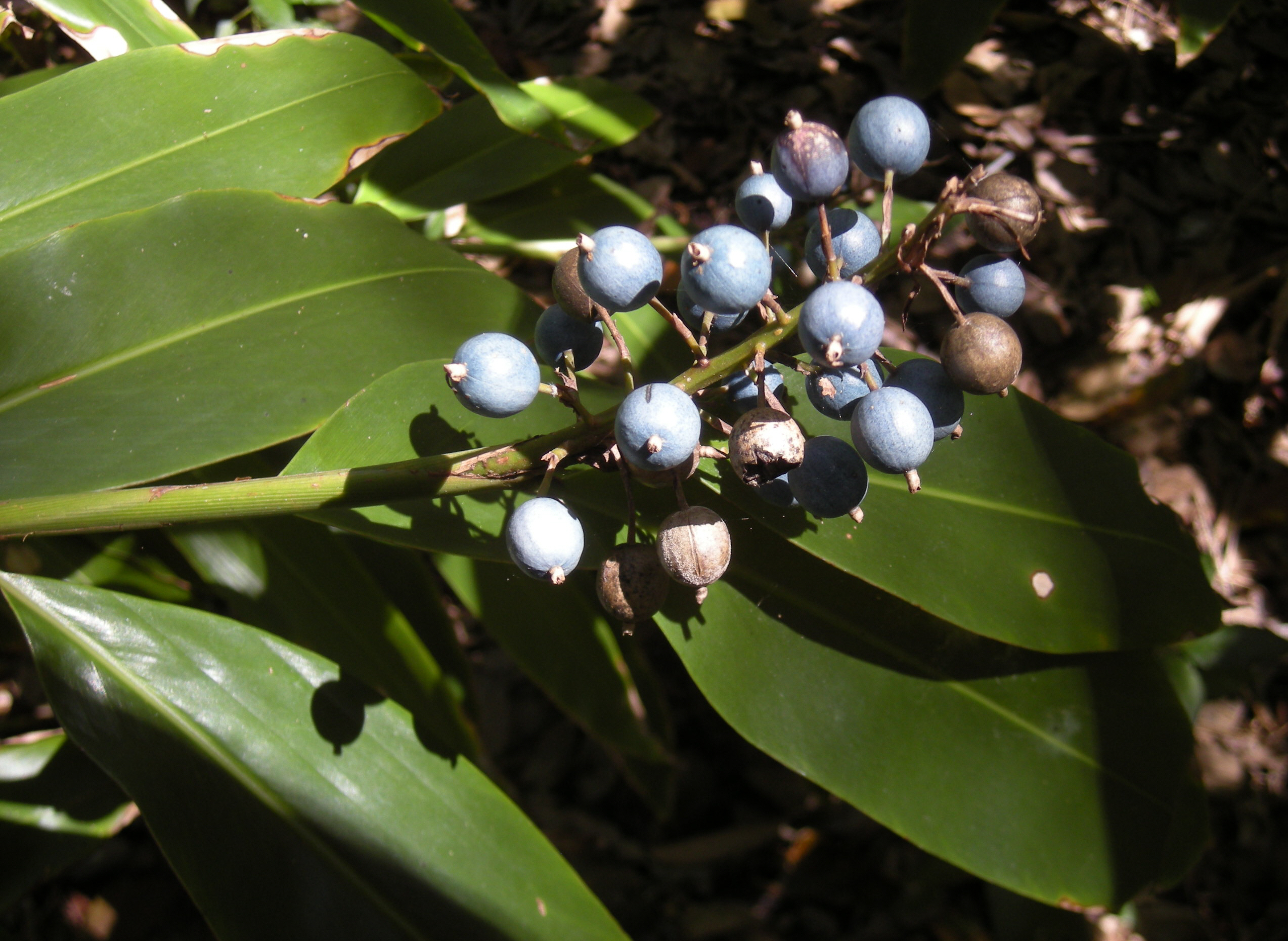
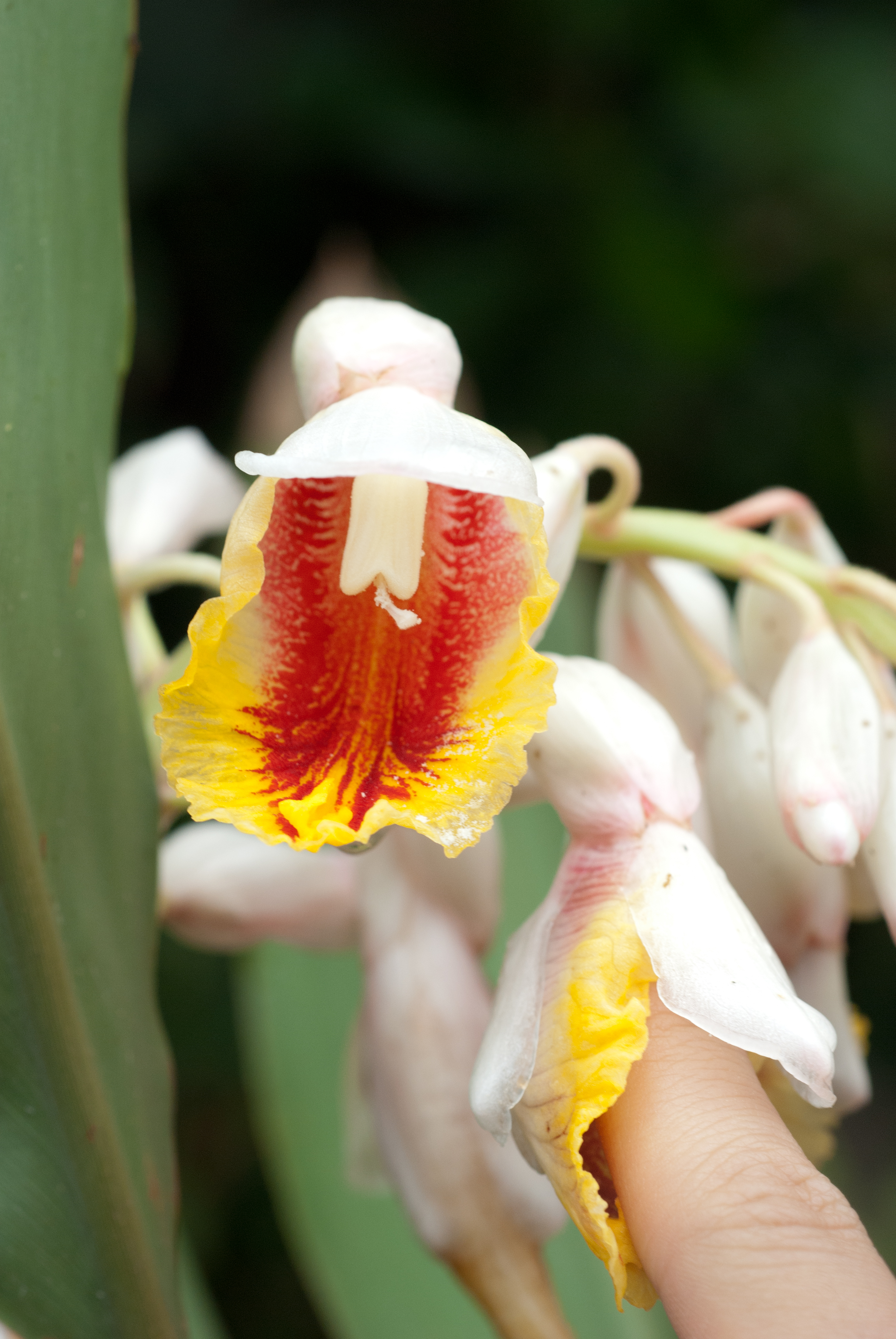
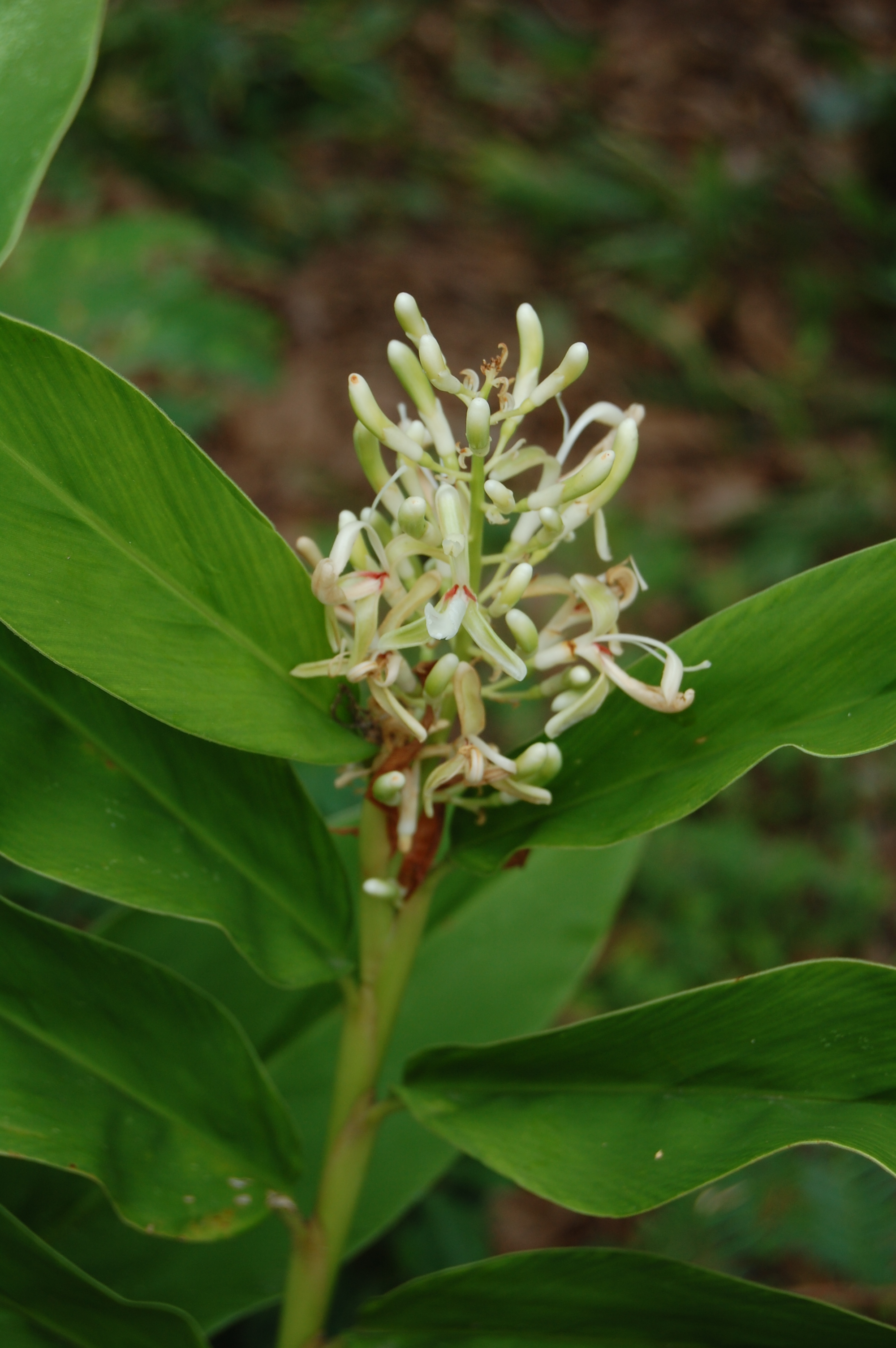
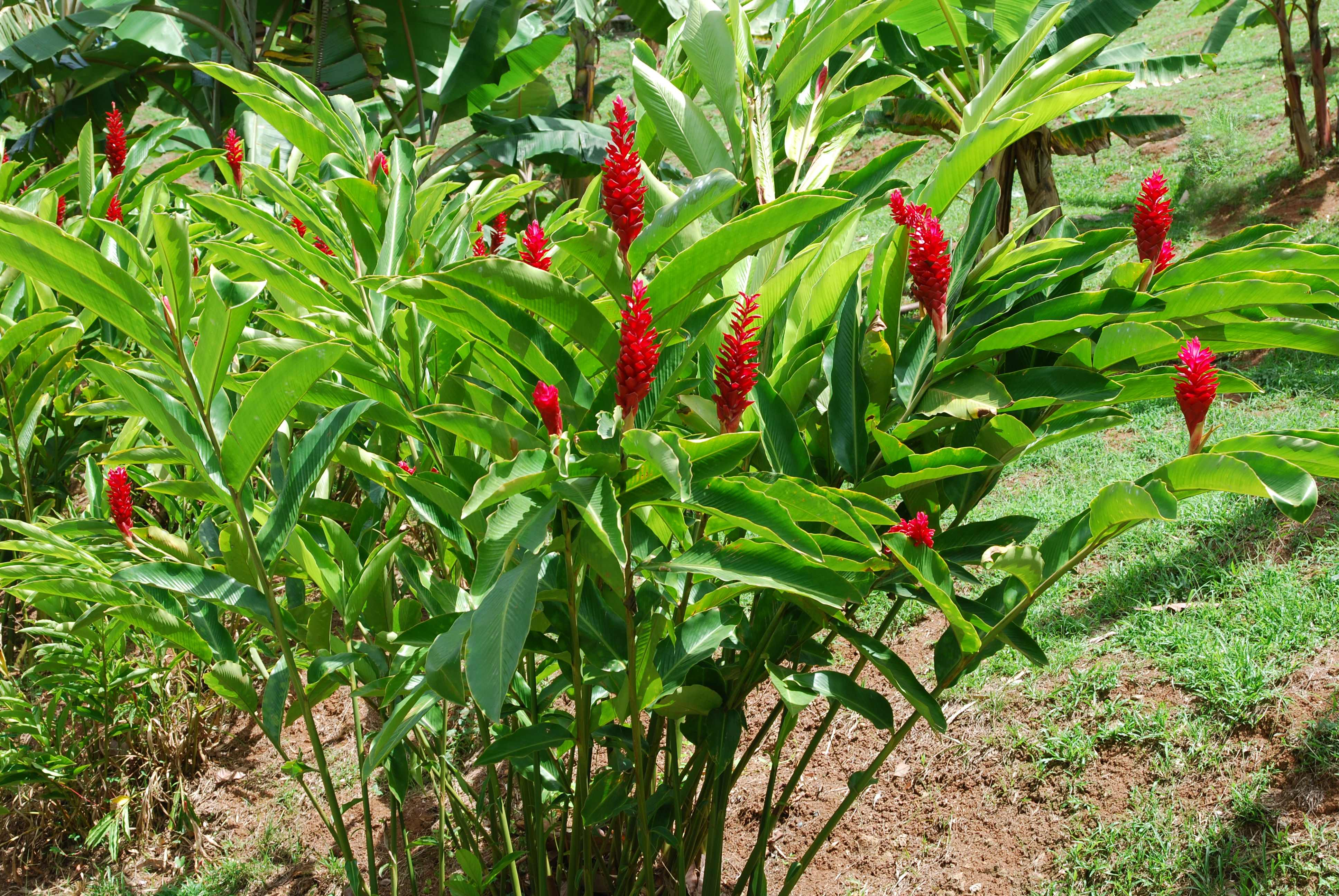
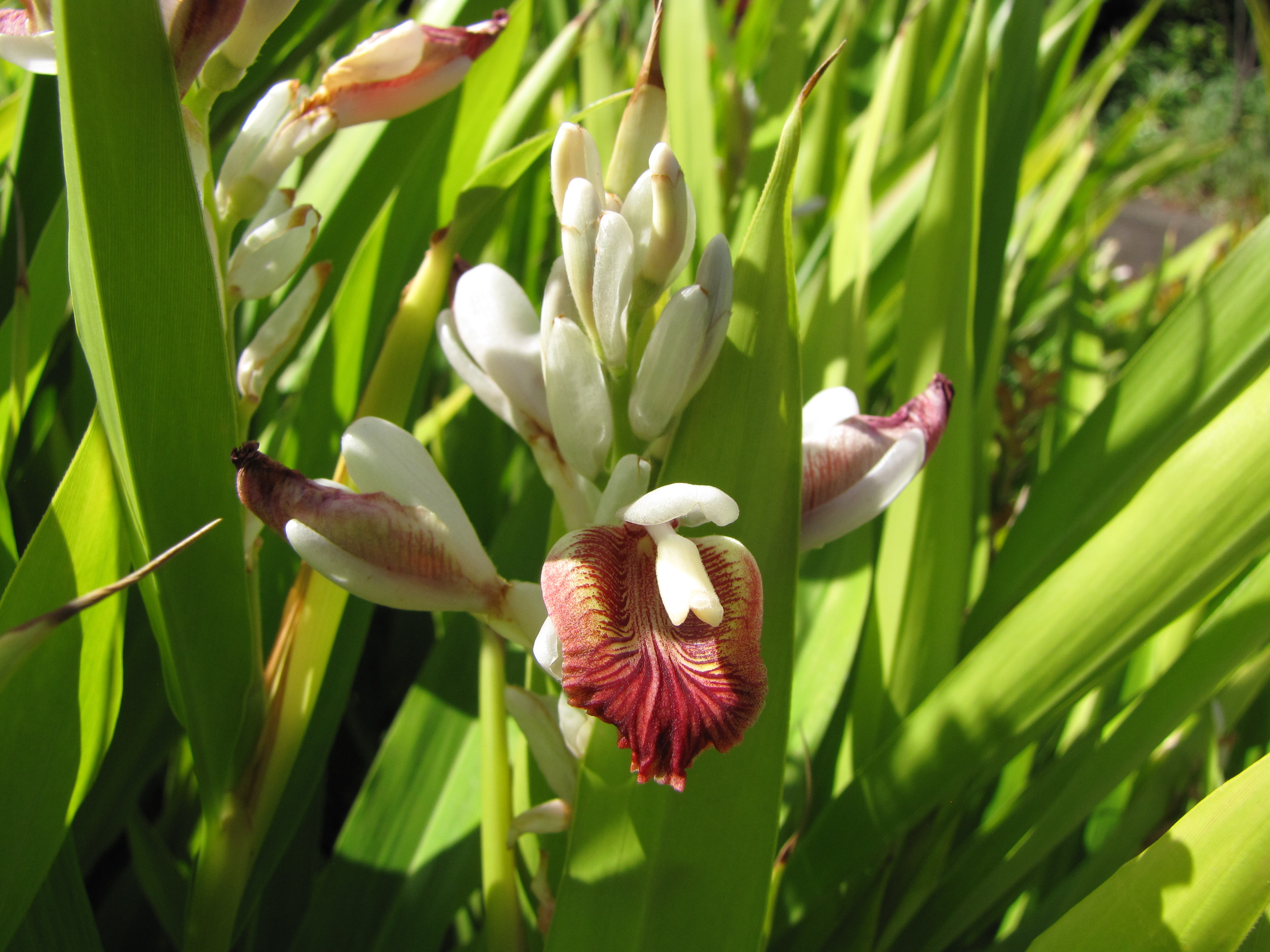